# 1880 في كندا
فيما يلي قوائم الأحداث التي وقعت خلال عام 1880 في كندا.

## سياسة

### انتهاء فترة المنصب
- 25 مارس – جورج براون عضو مجلس الشيوخ الكندي.

## مواليد

### يناير
- 1 يناير – جيك دروسير متسابق دراجات نارية من الولايات المتحدة الأمريكية.
- 17 يناير – ماك سينيت

## وفيات

### نوفمبر
- 22 نوفمبر – جيمس كريغ واتسون (مواليد 1838)